# Inventaire (album)
Pour les articles homonymes, voir Inventaire (homonymie).
Albums de Christophe Willem
Inventaire tout en acoustic
(2007)
Singles
1. Élu produit de l'année
Sortie : 5 mars 2007
2. Double je
Sortie : 16 avril 2007
3. Jacques a dit
Sortie : 5 octobre 2007
4. Quelle chance/September
Sortie : avril

Inventaire est le premier album du chanteur français Christophe Willem sorti le 16 avril 2007.

## Production
L'album est le premier du chanteur qui a gagné la saison 4 de l'émission Nouvelle Star en juin 2006. Le travail de création pour l'album a commencé en septembre 2006 et fini début décembre.
Zazie a écrit les paroles et Jean-Pierre Pilot et Olivier Schultheis ont composé la musique de cinq titres, dont trois ont été extraits comme singles : Double je, Jacques a dit et Quelle chance. Pour justifier le choix d'inclure Bombe anatomique, un autre titre écrit par le trio Zazie-Pilot-Schultheis, sur l'album, Christophe Willem a dû le chanter devant des représentants de sa maison de disque, qui n'étaient initialement pas « très convaincus ».
Avec Le Lycée et La Tortue, Philippe Katerine a contribué deux titres à l'album. Ce dernier fait référence au surnom que Christophe Willem a reçu par Marianne James lors de la Nouvelle Star. La chanson Pourquoi tu t'en vas ? est un duo avec Valérie Lemercier. La musique de ce titre, ainsi que de deux autres chansons, a été composée par Bertrand Burgalat. Christophe Willem lui-même a travaillé sur un titre, Chambre avec vue, pour lequel il a composé la musique sur des paroles de Natacha Le Jeune. Un seul titre en anglais figure sur le disque, Kiss the Bride.

## Distribution et promotion
Christophe Willem divulgue le nom de son premier album le 28 février 2007 via son blog, expliquant que le titre Inventaire « fait le bilan musicalement de [s]es influences, de ce qu['il] aime, de ce qui [lui] est arrivé et [l]'a construit ». En même temps, le premier extrait Élu produit de l'année a été envoyé aux radios et mis en téléchargement légal le 5 mars.
Initialement prévu pour l'automne 2006 et repoussé à plusieurs reprises, l'album sera finalement mis en vente le 16 avril. L'album a été présenté lors d'un « showcase », d'un concert promotionnel pour 200 personnes, le 12 avril dans la salle des fêtes de Deuil-la-Barre. Plusieurs célébrités assistaient à ce concert, dont André Manoukian, Marianne James, Virginie Efira, Anggun, Steevy Boulay, Jean-Claude Camus et Murray Head.
Vu le manque de rotation à la radio du premier single, le label Sony BMG choisit rapidement de sortir un deuxième extrait. Double je connaît un succès fulgurant, se hissant à la première place du Top 50 français et de l'Ultratop 40 belge et devenant le single le plus vendu de l'année en France.
La promotion de l'album se poursuit en octobre avec un troisième extrait, Jacques a dit, une ballade mélancolique qui atteint le sommet du classement de ventes en Belgique francophone en décembre 2007 ainsi que la quatrième place du Top 50 français.
Un dernier extrait sort au printemps 2008. Il s'agit du double single Quelle chance/September. La première chanson est une version remixée par Franck "Mondini" Rougier de la version disponible sur Inventaire, tandis que la deuxième est une reprise  de September de 1978 du groupe américaine Earth, Wind and Fire et que Christophe Willem a enregistré pour la bande originale du film Disco. Bien qu'ayant moins de succès que les extraits précédents, le single arrive quand-même à se placer à la neuvième place du Top 50 français.
Le 26 novembre 2007, une version acoustique de l'album, intitulée Inventaire tout en acoustic, est mis en vente. Elle contient trois chanson inédites : Sunny, Zombie et Des Nues. Christophe Willem avait déjà atteint la troisième place du Top 50 français avec une version studio de Sunny en 2006 et Zombie est une reprise de la chanson du groupe irlandais The Cranberries. Cet album acoustique était le 107e album le plus vendu en France en 2007 avec 75 000 exemplaires vendus.
Le 17 décembre 2021, quatorze ans après la sortie initiale de l'album, il sort en double vinyle en édition limitée ,

## Pochette
La pochette montre Christophe Willem vêtu d'une cravate et d'un fédora assis sur un siège couvert de textile bleu, qui est repris dans l'arrière-plan. Derrière lui, plusieurs fois, la même photo d'une showgirl en robe bleue courte avec des plumes sur la tête est arrangée en forme d'auréole. Dans un entretien, le chanteur lui-même qualifie l'image de « visuel très baroque, qui semble représenter quelque chose d'inaccessible, qui s'éloigne complètement de [lui], mais qui en même temps l'est quand même ».
Sur la pochette du CD, on voit également en bas de la photo une main qui tire ou pousse un store sur lequel cette image est imprimée. Sur le recto du CD, une photo montre le chanteur vêtu de jeans et de baskets, et on voit la continuation de l'image, c'est-à-dire qu'il tire le store du verso vers le bas. Selon Christophe Willem, c'est le « côté ambivalent 'Show' sur une face et 'Show Off' sur l'autre, ou encore une façon d’exprimer [s]on côté introverti et intime d'une part, que l'on retrouve dans les ballades, et [s]on côté extraverti sur les titres plus animés que sont Kiss the Bride et Double Je ».
La même showgirl apparaît sur la couverture des singles Élu produit de l'année et Double je.

## Accueil critique
Le quotidien belge La dernière heure retient « une voix juste et placée » et écrit qu'il défend les textes de ses précieux auteurs avec autant de conviction qu'il le faisait sur les reprises de "Nouvelle Star" ».
Le site evous.fr se dit déçu de la première écoute de l’album, mais affirme qu'il y a « quelques bonnes surprises » et met en avant surtout les compositions de Bertrand Burgalat et le titre Double je, avant de conclure qu'il s'agit d'un album « tout à fait dispensable mais plaisant et de facture finalement honorable ».
Aux NRJ Music Awards 2008, l'album gagne la récompense dans la catégorie de l'Album francophone de l'année. À la même cérémonie, Christophe Willem gagne la récompense de la Meilleur révélation française, et le titre Double je est nommé pour la Chanson française de l'année, mais perd contre On s'attache de Christophe Maé.
À la 23e cérémonie des Victoires de la musique, Inventaire est nommé dans la catégorie Album révélation de l'année. Se sera finalement Repenti de Renan Luce qui remporte la récompense, mais Christophe Willem gagne la récompense de la Chanson originale de l'année avec Double je. Cette dernière était aussi nommée dans la catégorie Vidéo-clip de l'année.

## Performance commerciale
Inventaire entre directement à la première place du Top Albums français et y restera pendant cinq semaines non-consécutives. En total, l'album reste 25 semaines dans le top 10 et ne quitte les charts qu'après avoir été classé pendant 96 semaines, donc presque deux ans, en avril 2009. Le site marianne.fr parle de « 5 300 téléchargements, le plus gros score numérique jamais réalisé en France, 220 000 albums écoulés en trois semaines, record 2007 de l'industrie du disque ». Il devient la quatrième meilleure vente d'album en France de l'année 2007,, avec environ 900 000 d'exemplaires écoulés.
En Belgique francophone, l'album entre dans l'Ultratop la semaine du 21 avril 2007 et reste classé parmi les 50 albums les mieux vendus sans interruption pendant 73 semaines . Il atteint la première place après trois semaines et garde cette position pendant quatre semaines. Inventaire atteint la cinquième place du classement annuel belge.
L'album est certifié disque d'or en Suisse, disque de platine en Belgique et triple platine en France.
En Suisse, l'album est classé dans l'hitparade suisse national pendant 33 semaines, avec un pic pendant ses deux premières semaines, à la septième place.

## Liste des chansons
| 1.  | Jacques a dit                                          | Zazie                        | Zazie, Jean-Pierre Pilot, Olivier Schultheis | 3:49 |
| 2.  | Quelle chance                                          | Zazie                        | Zazie, Jean-Pierre Pilot, Olivier Schultheis | 4:22 |
| 3.  | Élu produit de l'année                                 | Matthias Debureaux           | Bertrand Burgalat                            | 3:21 |
| 4.  | Double je (Remix)                                      | Zazie                        | Zazie, Jean-Pierre Pilot, Olivier Schultheis | 3:16 |
| 5.  | Chambre avec vue                                       | Natacha Le Jeune             | Christophe Willem                            | 4:38 |
| 6.  | Le Lycée                                               | Philippe Katerine            | Philippe Katerine                            | 3:24 |
| 7.  | Intemporel                                             | Benjamin Kerber              | Bertrand Burgalat                            | 4:23 |
| 8.  | Safe Text                                              | Zazie                        | Zazie, Jean-Pierre Pilot, Olivier Schultheis | 4:03 |
| 9.  | Kiss the Bride                                         | Rémy Lacroix, Pierre Demarty | Rémy Lacroix                                 | 4:02 |
| 10. | Pourquoi tu t'en vas ? (en duo avec Valérie Lemercier) | Valérie Lemercier            | Bertrand Burgalat                            | 3:39 |
| 11. | Demain                                                 | Pap Deziel                   | Benoît de Villeneuve                         | 3:30 |
| 12. | La Tortue                                              | Philippe Katerine            | Philippe Katerine                            | 2:57 |
| 13. | Bombe anatomique                                       | Zazie                        | Zazie, Jean-Pierre Pilot, Olivier Schultheis | 3:12 |
| 14. | Double Je (Original)                                   | Zazie                        | Zazie, Jean-Pierre Pilot, Olivier Schultheis | 3:38 |
| 15. | Jacques a dit (Remix)                                  | Zazie                        | Zazie, Jean-Pierre Pilot, Olivier Schultheis | 3:57 |

## Classement et certification
| Classement (2007)               | Meilleure position |
| ------------------------------- | ------------------ |
| Belgique francophone (Ultratop) | 1                  |
| France (Top Albums)             | 1                  |
| France (Téléchargement)         | 1                  |
| Suisse (Schweizer Hitparade)    | 7                  |

| Classement (2007)               | Position |
| ------------------------------- | -------- |
| Belgique francophone (Ultratop) | 5        |
| France (Top Albums)             | 4        |
| Suisse (Schweizer Hitparade)    | 56       |
| Classement (2008)               | Position |
| France (Top Albums)             | 25       |

### Suivi de classement en France
| Meilleures ventes d'albums physiques à partir du 15/04/07 | Meilleures ventes d'albums physiques à partir du 15/04/07 | Meilleures ventes d'albums physiques à partir du 15/04/07 | Meilleures ventes d'albums physiques à partir du 15/04/07 | Meilleures ventes d'albums physiques à partir du 15/04/07 | Meilleures ventes d'albums physiques à partir du 15/04/07 | Meilleures ventes d'albums physiques à partir du 15/04/07 | Meilleures ventes d'albums physiques à partir du 15/04/07 | Meilleures ventes d'albums physiques à partir du 15/04/07 | Meilleures ventes d'albums physiques à partir du 15/04/07 | Meilleures ventes d'albums physiques à partir du 15/04/07 | Meilleures ventes d'albums physiques à partir du 15/04/07 | Meilleures ventes d'albums physiques à partir du 15/04/07 | Meilleures ventes d'albums physiques à partir du 15/04/07 | Meilleures ventes d'albums physiques à partir du 15/04/07 | Meilleures ventes d'albums physiques à partir du 15/04/07 | Meilleures ventes d'albums physiques à partir du 15/04/07 | Meilleures ventes d'albums physiques à partir du 15/04/07 | Meilleures ventes d'albums physiques à partir du 15/04/07 | Meilleures ventes d'albums physiques à partir du 15/04/07 | Meilleures ventes d'albums physiques à partir du 15/04/07 | Meilleures ventes d'albums physiques à partir du 15/04/07 | Meilleures ventes d'albums physiques à partir du 15/04/07 | Meilleures ventes d'albums physiques à partir du 15/04/07 | Meilleures ventes d'albums physiques à partir du 15/04/07 | Meilleures ventes d'albums physiques à partir du 15/04/07 | Meilleures ventes d'albums physiques à partir du 15/04/07 | Meilleures ventes d'albums physiques à partir du 15/04/07 | Meilleures ventes d'albums physiques à partir du 15/04/07 | Meilleures ventes d'albums physiques à partir du 15/04/07 | Meilleures ventes d'albums physiques à partir du 15/04/07 |
| Semaine                                                   | 01                                                        | 02                                                        | 03                                                        | 04                                                        | 05                                                        | 06                                                        | 07                                                        | 08                                                        | 09                                                        | 10                                                        | 11                                                        | 12                                                        | 13                                                        | 14                                                        | 15                                                        | 16                                                        | 17                                                        | 18                                                        | 19                                                        | 20                                                        | 21                                                        | 22                                                        | 23                                                        | 24                                                        | 25                                                        | 26                                                        | 27                                                        | 28                                                        | 29                                                        | 30                                                        |
| --------------------------------------------------------- | --------------------------------------------------------- | --------------------------------------------------------- | --------------------------------------------------------- | --------------------------------------------------------- | --------------------------------------------------------- | --------------------------------------------------------- | --------------------------------------------------------- | --------------------------------------------------------- | --------------------------------------------------------- | --------------------------------------------------------- | --------------------------------------------------------- | --------------------------------------------------------- | --------------------------------------------------------- | --------------------------------------------------------- | --------------------------------------------------------- | --------------------------------------------------------- | --------------------------------------------------------- | --------------------------------------------------------- | --------------------------------------------------------- | --------------------------------------------------------- | --------------------------------------------------------- | --------------------------------------------------------- | --------------------------------------------------------- | --------------------------------------------------------- | --------------------------------------------------------- | --------------------------------------------------------- | --------------------------------------------------------- | --------------------------------------------------------- | --------------------------------------------------------- | --------------------------------------------------------- |
| Classement                                                | 1                                                         | 1                                                         | 1                                                         | 1                                                         | 1                                                         | 2                                                         | 1                                                         | 1                                                         | 1                                                         | 2                                                         | 4                                                         | 4                                                         | 5                                                         | 6                                                         | 7                                                         | 7                                                         | 8                                                         | 9                                                         | 7                                                         | 10                                                        | 11                                                        | 13                                                        | 12                                                        | 5                                                         | 6                                                         | 4                                                         | 3                                                         | 7                                                         | 6                                                         | 4                                                         |
| Semaine                                                   | 31                                                        | 32                                                        | 33                                                        | 34                                                        | 35                                                        | 36                                                        | 37                                                        | 38                                                        | 39                                                        | 40                                                        | 41                                                        | 42                                                        | 43                                                        | 44                                                        | 45                                                        | 46                                                        | 47                                                        | 48                                                        | 49                                                        | 50                                                        | 51                                                        | 52                                                        | 53                                                        | 54                                                        | 55                                                        | 56                                                        | 57                                                        | 58                                                        | 59                                                        | 60                                                        |
| Classement                                                | 5                                                         | 8                                                         | 2                                                         | 10                                                        | 6                                                         | 7                                                         | 6                                                         | 9                                                         | 10                                                        | 15                                                        | 19                                                        | 22                                                        | 25                                                        | 27                                                        | 21                                                        | 7                                                         | 2                                                         | 3                                                         | 6                                                         | 7                                                         | 10                                                        | 12                                                        | 12                                                        | 14                                                        | 17                                                        | 23                                                        | 28                                                        | 38                                                        | 36                                                        | 43                                                        |

| Palmarès des ventes d'albums téléchargés à partir du 8/04/07 | Palmarès des ventes d'albums téléchargés à partir du 8/04/07 | Palmarès des ventes d'albums téléchargés à partir du 8/04/07 | Palmarès des ventes d'albums téléchargés à partir du 8/04/07 | Palmarès des ventes d'albums téléchargés à partir du 8/04/07 | Palmarès des ventes d'albums téléchargés à partir du 8/04/07 | Palmarès des ventes d'albums téléchargés à partir du 8/04/07 | Palmarès des ventes d'albums téléchargés à partir du 8/04/07 | Palmarès des ventes d'albums téléchargés à partir du 8/04/07 | Palmarès des ventes d'albums téléchargés à partir du 8/04/07 | Palmarès des ventes d'albums téléchargés à partir du 8/04/07 | Palmarès des ventes d'albums téléchargés à partir du 8/04/07 | Palmarès des ventes d'albums téléchargés à partir du 8/04/07 | Palmarès des ventes d'albums téléchargés à partir du 8/04/07 | Palmarès des ventes d'albums téléchargés à partir du 8/04/07 | Palmarès des ventes d'albums téléchargés à partir du 8/04/07 | Palmarès des ventes d'albums téléchargés à partir du 8/04/07 | Palmarès des ventes d'albums téléchargés à partir du 8/04/07 | Palmarès des ventes d'albums téléchargés à partir du 8/04/07 | Palmarès des ventes d'albums téléchargés à partir du 8/04/07 | Palmarès des ventes d'albums téléchargés à partir du 8/04/07 | Palmarès des ventes d'albums téléchargés à partir du 8/04/07 | Palmarès des ventes d'albums téléchargés à partir du 8/04/07 | Palmarès des ventes d'albums téléchargés à partir du 8/04/07 | Palmarès des ventes d'albums téléchargés à partir du 8/04/07 | Palmarès des ventes d'albums téléchargés à partir du 8/04/07 | Palmarès des ventes d'albums téléchargés à partir du 8/04/07 | Palmarès des ventes d'albums téléchargés à partir du 8/04/07 | Palmarès des ventes d'albums téléchargés à partir du 8/04/07 | Palmarès des ventes d'albums téléchargés à partir du 8/04/07 | Palmarès des ventes d'albums téléchargés à partir du 8/04/07 |
| Semaine                                                      | 01                                                           | 02                                                           | 03                                                           | 04                                                           | 05                                                           | 06                                                           | 07                                                           | 08                                                           | 09                                                           | 10                                                           | 11                                                           | 12                                                           | 13                                                           | 14                                                           | 15                                                           | 16                                                           | 17                                                           | 18                                                           | 19                                                           | 20                                                           | 21                                                           | 22                                                           | 23                                                           | 24                                                           | 25                                                           | 26                                                           | 27                                                           | 28                                                           | 29                                                           | 30                                                           |
| ------------------------------------------------------------ | ------------------------------------------------------------ | ------------------------------------------------------------ | ------------------------------------------------------------ | ------------------------------------------------------------ | ------------------------------------------------------------ | ------------------------------------------------------------ | ------------------------------------------------------------ | ------------------------------------------------------------ | ------------------------------------------------------------ | ------------------------------------------------------------ | ------------------------------------------------------------ | ------------------------------------------------------------ | ------------------------------------------------------------ | ------------------------------------------------------------ | ------------------------------------------------------------ | ------------------------------------------------------------ | ------------------------------------------------------------ | ------------------------------------------------------------ | ------------------------------------------------------------ | ------------------------------------------------------------ | ------------------------------------------------------------ | ------------------------------------------------------------ | ------------------------------------------------------------ | ------------------------------------------------------------ | ------------------------------------------------------------ | ------------------------------------------------------------ | ------------------------------------------------------------ | ------------------------------------------------------------ | ------------------------------------------------------------ | ------------------------------------------------------------ |
| Classement                                                   | 1                                                            | 1                                                            | 1                                                            | 1                                                            | 2                                                            | 3                                                            | 4                                                            | 1                                                            | 1                                                            | 2                                                            | 5                                                            | 3                                                            | 2                                                            | 4                                                            | 2                                                            | 4                                                            | 6                                                            | 7                                                            | 5                                                            | 6                                                            | 9                                                            | 8                                                            | 13                                                           | 11                                                           | 10                                                           | 9                                                            | 4                                                            | 8                                                            | 8                                                            | 7                                                            |
| Semaine                                                      | 31                                                           | 32                                                           | 33                                                           | 34                                                           | 35                                                           | 36                                                           | 37                                                           | 38                                                           | 39                                                           | 40                                                           | 41                                                           | 42                                                           | 43                                                           | 44                                                           | 45                                                           | 46                                                           | 47                                                           | 48                                                           | 49                                                           | 50                                                           | 51                                                           | 52                                                           | 53                                                           | 54                                                           | 55                                                           | 56                                                           | 57                                                           | 58                                                           | 59                                                           | 60                                                           |
| Classement                                                   | 9                                                            | 12                                                           | 15                                                           | 16                                                           | 4                                                            | 6                                                            | 7                                                            | 7                                                            | 6                                                            | 9                                                            | 16                                                           | 12                                                           | 10                                                           | 15                                                           | 16                                                           | 18                                                           | 25                                                           | 16                                                           | 10                                                           | 6                                                            | 9                                                            | 10                                                           | 13                                                           | 16                                                           | 23                                                           | 34                                                           | 27                                                           | 46                                                           | 52                                                           | 46                                                           |

### Certifications
| Pays          | Certification | Date            | Ventes |
| ------------- | ------------- | --------------- | ------ |
| Belgique      | Platine       | 8 décembre 2007 | ?      |
| France (SNEP) | 3 × Platine   | 25 octobre 2007 | ?      |
| Suisse (IFPI) | Or            | 2007            | 10 000 |